# Sorbaria sorbifolia
Sorbaria sorbifolia là loài thực vật có hoa trong họ Hoa hồng. Loài này được (L.) A. Braun miêu tả khoa học đầu tiên năm 1860.

## Hình ảnh

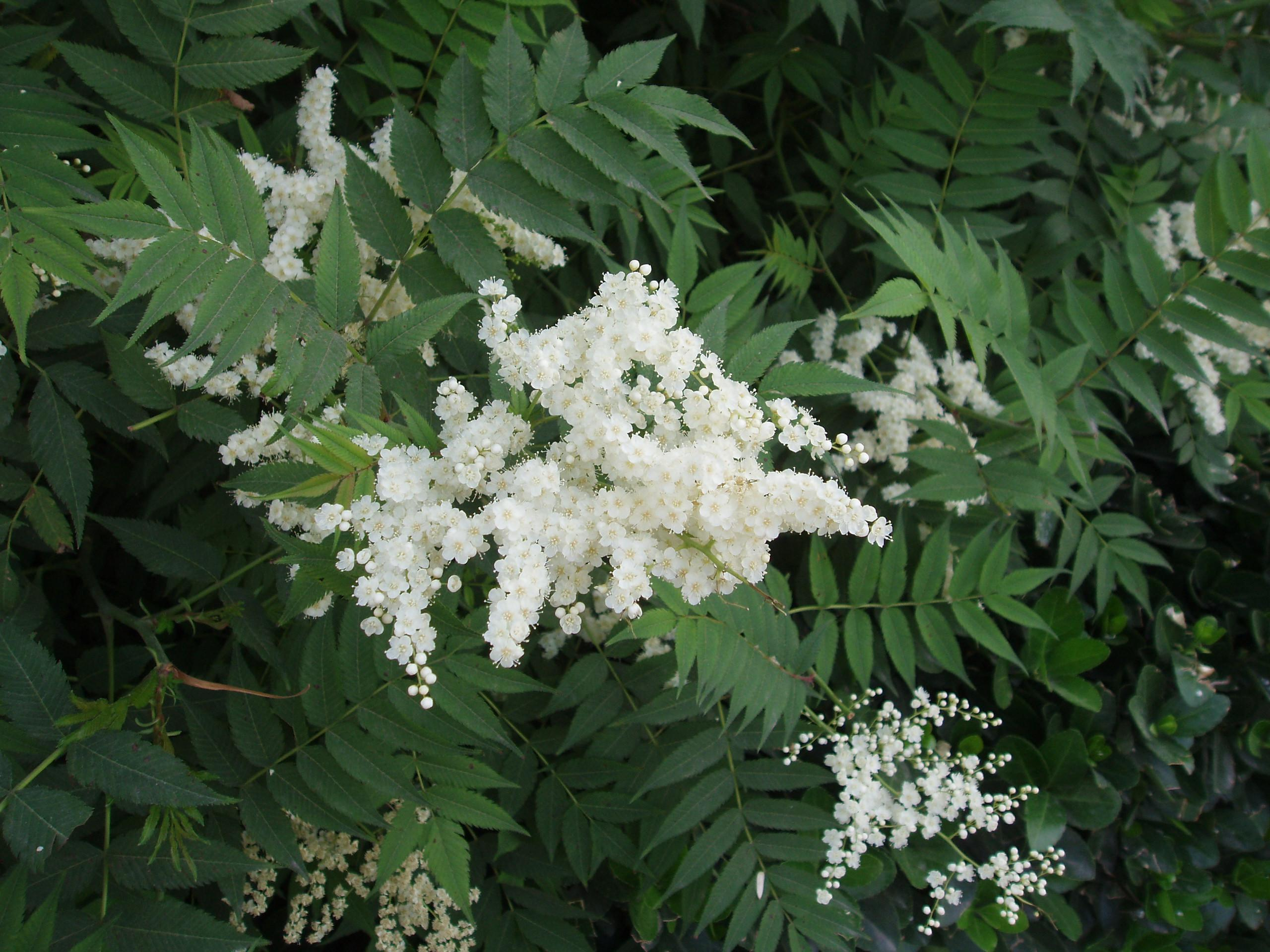
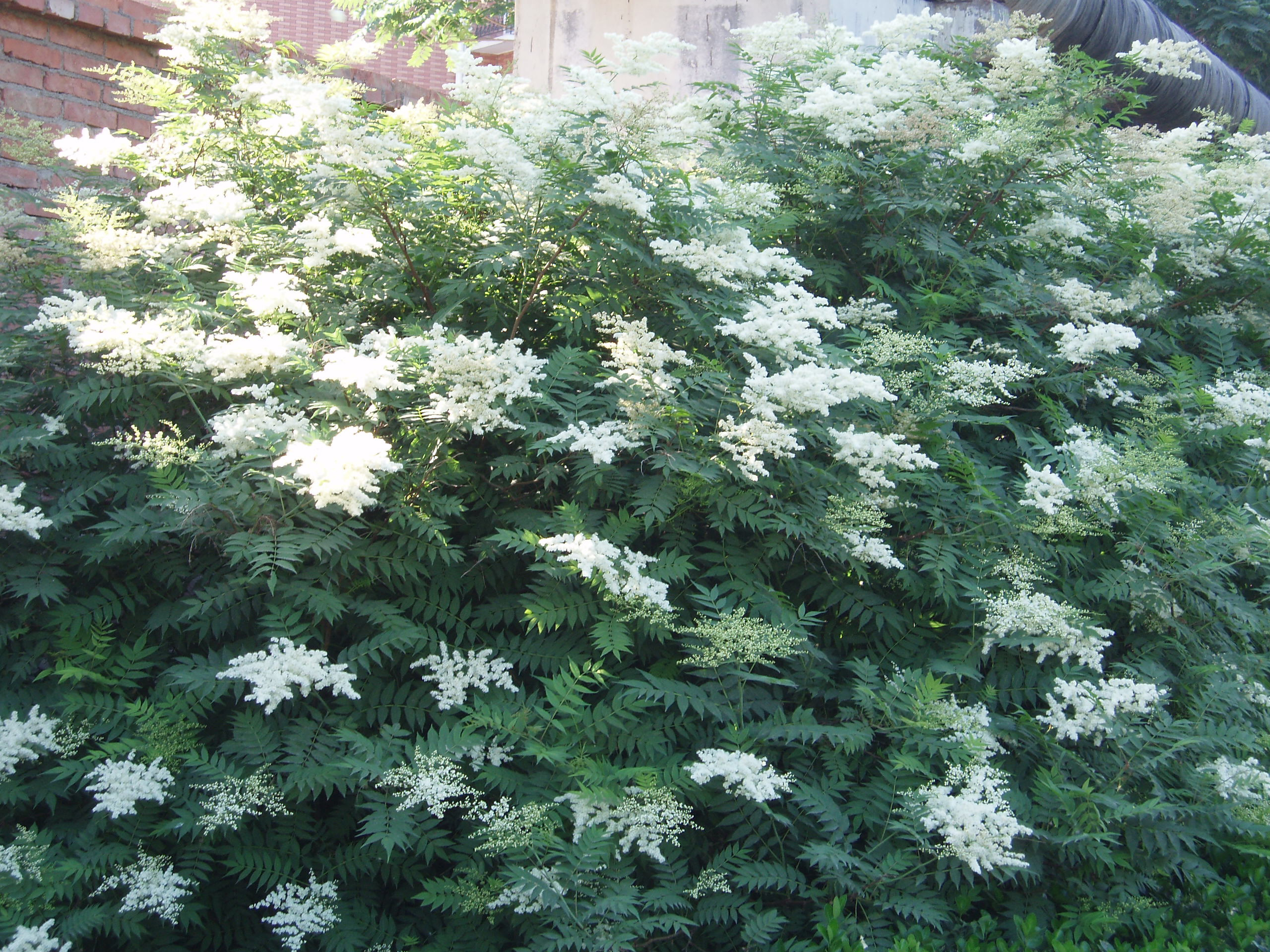
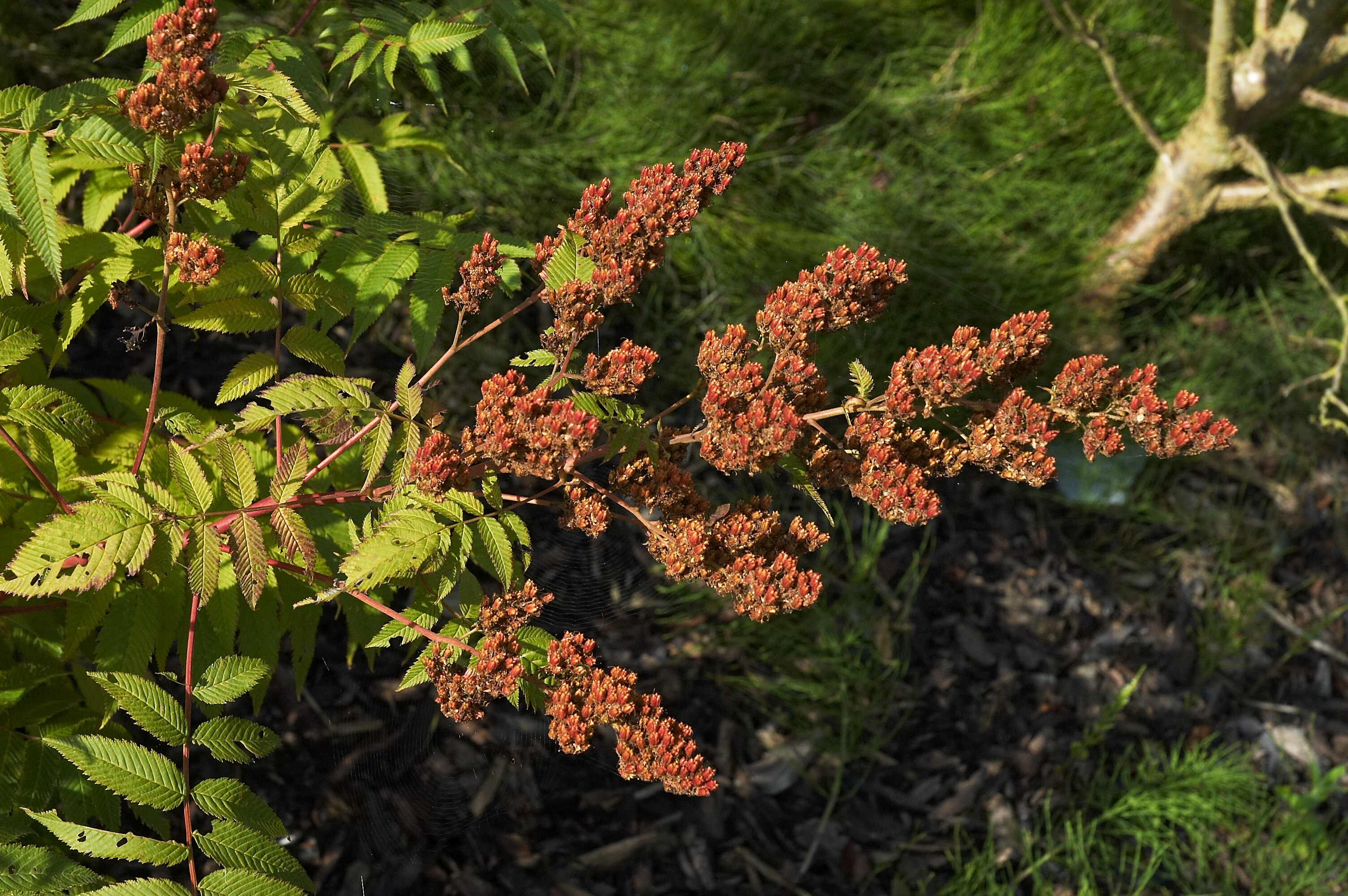
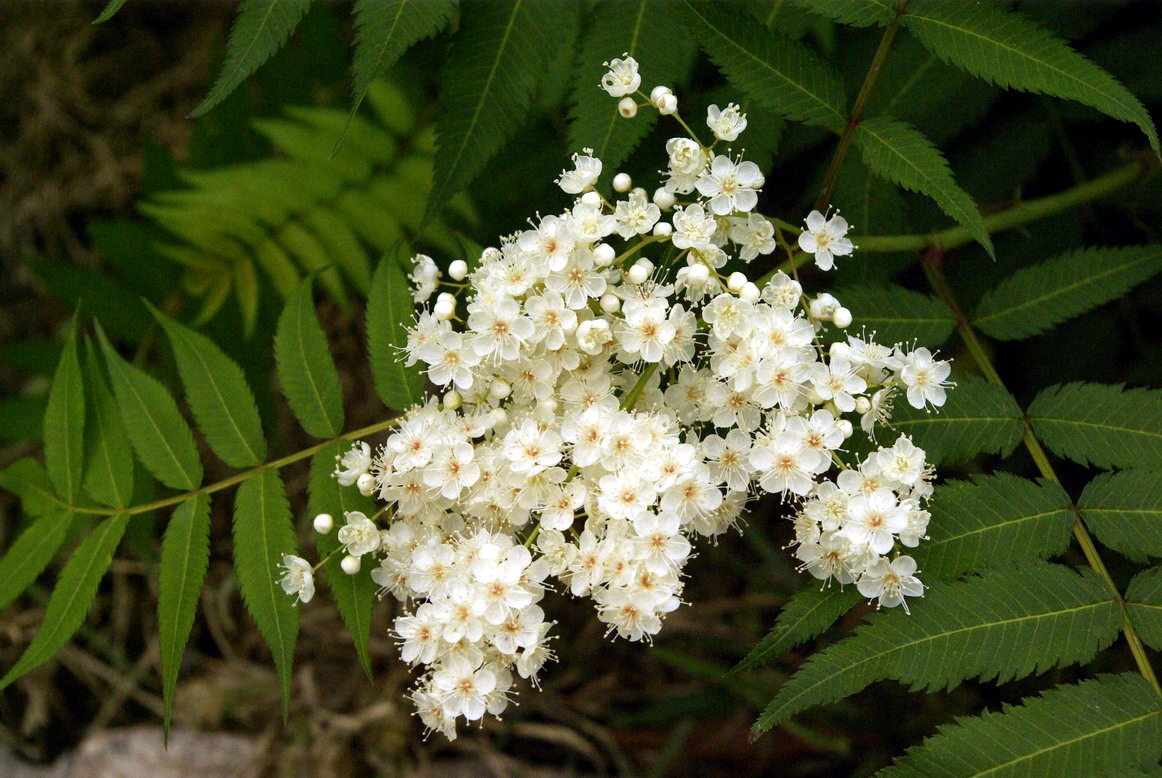